# La Condamine-Châtelard
La Condamine-Châtelard è un comune francese di 163 abitanti situato nel dipartimento delle Alpi dell'Alta Provenza della regione della Provenza-Alpi-Costa Azzurra.
Si trova nella valle dell'Ubaye.

## Società

### Evoluzione demografica
Abitanti censiti